# オーストラリアの国章
オーストラリアの国章（オーストラリアのこくしょう Coat of arms of Australia）は、1912年にイギリスのジョージ5世から贈られた。盾には6つの州の記章、連邦を表す七稜星、背景にはオーストラリアの国花であるワトルが描かれている。オーストラリアには特有の動物がたくさん存在するが、その中でも『前進しかしない』動物という理由でカンガルーとエミューが選ばれた。

## 州の記章
中央の盾に描かれている記章は、左上から時計回りに以下の州を表している。
| 州                       | 記章 | 内容                                 |
| ------------------------ | ---- | ------------------------------------ |
| ニューサウスウェールズ州 |      | 聖ゲオルギウス十字とライオン、八芒星 |
| ビクトリア州             |      | 聖エドワード王冠と南十字星           |
| クイーンズランド州       |      | 水色のマルタ十字と聖エドワード王冠   |
| タスマニア州             |      | 赤いライオン                         |
| 西オーストラリア州       |      | コクチョウ                           |
| 南オーストラリア州       |      | パイピングシュライク （モズの一種）  |

## 最初の国章
公式に定められた最初の国章は、イギリス王のエドワード7世から1908年に贈られたものである。カンガルーとエミューが中央の盾を支えている構図は現在の国章と共通するが、盾や標語などに違いがある。

1908年に贈られた国章